# Zbigniew Zapart
Zbigniew Zapart (ur. 1 kwietnia 1951 w Zgierzu) – polski samorządowiec, chemik, były prezydent Zgierza.

## Życiorys
Uzyskał wykształcenie średnie. Działał w organizacjach młodzieżowych. W III RP związany z Sojuszem Lewicy Demokratycznej, do 2002 przewodniczył jego strukturom w Zgierzu.
Od 1994 do 1998 pełnił funkcję wiceprzewodniczącego zgierskiej rady miasta II kadencji. Następnie został przez radnych powołany na urząd prezydenta Zgierza. W pierwszych bezpośrednich wyborach samorządowych w 2002 bez powodzenia ubiegał się o reelekcję. Utrzymał jednocześnie mandat radnego, który odnowił w 2006 i ponownie w 2010.